# 厚成叔
厚成叔（？—？），即郈成叔，中国春秋时期鲁国政治人物，姬姓，郈氏，名瘠。
前559年夏，孙林父驱逐了卫献公，四月廿六，子鲜跟随卫献公随后逃到了齐国。鲁襄公派郈成叔到卫国访问，说：“寡君使瘠（厚成叔），听说卫君失去社稷，流在别国，怎能不来慰问？以同盟之故，谨派瘠私下对执事说：‘国君不善良，臣下不明达，国君不宽恕，臣下不尽责，积怨已久而发泄，怎么办？’”卫国人派太叔仪回答：“群臣没有才能，得罪了寡君。寡君不依法惩处下臣却抛弃他们，成为国君之忧。国君不忘先君之好，承蒙慰问群臣，又再加哀怜。谨拜谢国君之令，再拜大贶。”回去对臧武仲说，卫献公终会回国，内有太叔仪留守，外有同胞兄弟公子鱄（子鲜）跟随。